# ジジ抜き
ジジ抜き（、爺抜き）は、複数人で遊ぶトランプゲームである。ババ抜きのバリエーションルールのひとつ。

## 遊び方
『遊びの大事典』で紹介されている「ジジ抜き」のルール
1. ジョーカーを除いたトランプ52枚を用意する。
2. 52枚から、プレイヤー全員に内容が判らないように1枚を除く。
3. 残った51枚をプレイヤーの手札として配る。以降のルールはババ抜きと同じ。

除かれたカードと同位のカードは3枚しかなく、1組が捨てられると残りの1枚は捨てられなくなる。この余った1枚が「ジジ」となり、これを最後まで持っていたプレイヤーが敗者となる。そのためババ抜きと違い、ある程度ゲームが進まなければどのカードが「ジジ」か分からないのがジジ抜きの特徴といえる。
また、ババ抜きの原型とも言える「Old Maid」では4枚のクイーンから1枚を除外した51枚でプレイするが、これを4枚のキングから1枚を除外して遊ぶ方法を「ジジ抜き」と呼ぶこともある。
1907年発行の『世界遊戯法大全』では「お爺抜き（英語: old bachelor）」として、このキング1枚を除外するルールが紹介されている。
ドイツでは4枚のジャックから1枚を抜いたバリエーションを「兵士抜き」「黒いピーター（ドイツ語: Schwarzer Peter）」と呼んでおり、「敗者の顔を黒く塗る」という罰則もあった。

### ローカルルール
- 続けてゲームを行う場合、第2ゲーム以降は前回のゲームで最初に上がった者が、最初に抜く1枚を選べる。
- ジョーカーが2枚以上含まれるトランプを使用する場合に、最初に用意するトランプにジョーカーを偶数枚（例えば2枚）含めた状態にする。
- ジョーカーも他のカードと同じ様に扱われ、2枚揃えば捨てる事ができる。

### 変形ジジ抜き
以下に「変形ジジ抜き」のルールを示す。
1. ジョーカー1枚を加えたトランプ53枚を用意する。
2. 53枚をプレイヤーに配る。
3. ジョーカーは任意の1枚とペアにできる。
4. ペアのカードを捨てるときは、カードを裏返しにして内容が判らないようにして捨てる。

どのカードが最後の1枚になるかは、ジョーカーを手札にしたプレイヤーの任意となる。

### ジジババ抜き
以下に「ジジババ抜き」のルールを示す。
1. ジョーカー1枚とトランプ52枚を用意する。
2. 52枚から、プレイヤー全員に内容が判らないように1枚を除外する。
3. 51枚にジョーカー1枚を加えて52枚とし、プレイヤーに配る。
4. 以後のルールはババ抜きと同じだが、勝利条件が異なる。

最大の違いは、最後まで手札（ジョーカーまたは抜いた1枚に対応するカード）を持っていた者が勝ちという点にある。勝利条件となる札が2枚あるため、勝者は1人（手札2枚）のときもあれば、2人のときもある。

## 参考書籍
- 日本レクリエーション協会監修『遊びの大事典』東京書籍、1989年。ISBN 4487731461。